# NGC 4283
NGC 4283 (други обозначения – UGC 7390, MCG 5-29-63, ZWG 158.80, PGC 39800) е елиптична галактика (E) в съзвездието Косите на Вероника.
Обектът присъства в оригиналната редакция на „Нов общ каталог“.